# Renate Loll

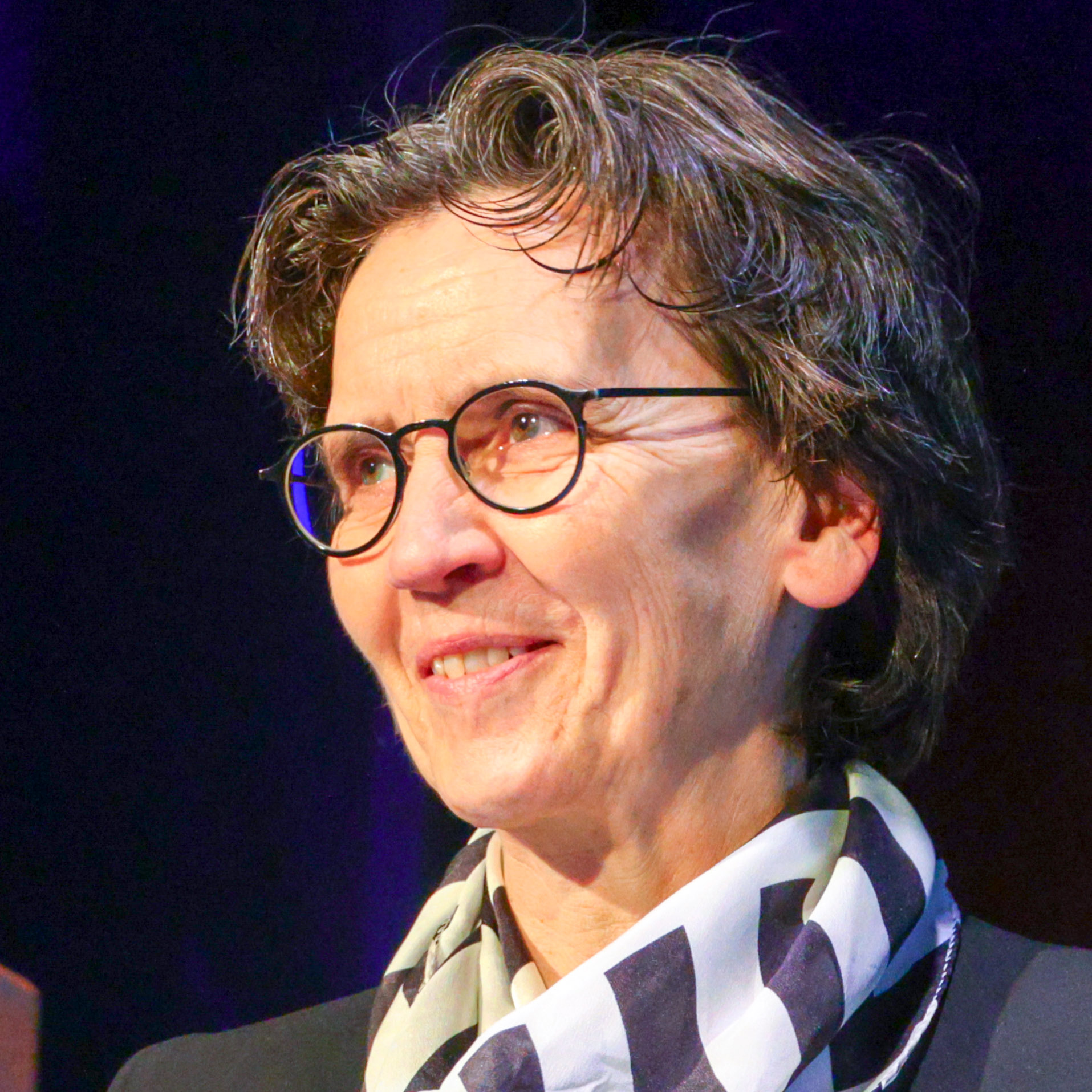
Renate Loll

Renate Loll (* 19. Juni 1962 in Aachen) ist eine deutsche theoretische Physikerin, die sich mit Quantengravitation befasst.
Renate Loll studierte in Freiburg im Breisgau und promovierte 1989 am Imperial College in London. Nach Forschungsaufenthalten in Italien und den USA arbeitete sie als Heisenberg-Stipendiatin der Deutschen Forschungsgemeinschaft mehrere Jahre am Max-Planck-Institut für Gravitationsphysik in Potsdam-Golm. 1997 habilitierte sie sich an der Universität Potsdam (Wilson loop and discrete lattice methods in quantum gauge and gravitational theories). 2001 wurde sie Professorin an der Universität Utrecht, seit 2012 ist sie Professorin an der Radboud-Universität Nijmegen. Außerdem ist sie Professorin am Perimeter Institute. 
Seit 2013 ist sie Mitglied der Academia Europaea. 2015 wurde sie in die Königlich Niederländische Akademie der Wissenschaften gewählt. 
Sie verfolgt einen nichtstörungstheoretischen Zugang zur Quantengravitation über kausale dynamische Triangulationen (Causal Dynamical Triangulation, CDT), eingeführt mit Jan Ambjørn vom Niels-Bohr-Institut in Kopenhagen 1998. Computer-Simulationen der Theorie gaben Hinweise auf die Emergenz einer vierdimensionalen Raumzeit auf größerer Maßstabsskala und gleichzeitig bei kleinen Maßstäben einer fraktalen Struktur und dynamischer Reduktion auf zwei Dimensionen.
Sie befasste sich auch mit der Formulierung der Yang-Mills-Theorie mit Schleifenvariablen und der BRST-Quantisierung.

## Schriften
- mit J. Ambjørn, A. Goerlich, J. Jurkiewicz: Nonperturbative Quantum Gravity. In: Physics Reports. Band 519, 2012, S. 127–212.
- mit J. Ambjørn, J. Jurkiewicz: Quantum gravity as sum over spacetimes. In: Lecture Notes in Physics. Band  807, 2010, S. 59–124.
- The Emergence of Spacetime, or, Quantum Gravity on Your Desktop. In: Classical and Quantum Gravity. Band 25, 2008, S. 114006.
- Jan Ambjørn, Jerzy Jurkiewicz, Renate Loll: The Self-Organizing Quantum Universe. In: Scientific American. Juli 2008.
- Jan Ambjørn, Jerzy Jurkiewicz, Renate Loll: Quantum Gravity, or The Art of Building Spacetime. In: Oriti (Hrsg.): Approaches to Quantum Gravity. Cambridge University Press, Preprint 2006.
- Jan Ambjørn, Jerzy Jurkiewicz, Renate Loll: The universe from scratch. In: Contemporary Physics. Band 47, 2006, S. 103–117.
- Discrete Approaches to Quantum Gravity in four dimensions. In: Living Reviews in Relativity. 1998.
- Gauge Theory and Gravity in the Loop Formulation. In: Jürgen Ehlers (Hrsg.): Canonical Gravity: From Classical to Quantum. In: Lecture Notes in Physics. Band 434, 1994, S. 254–288.